# Richard Nixon

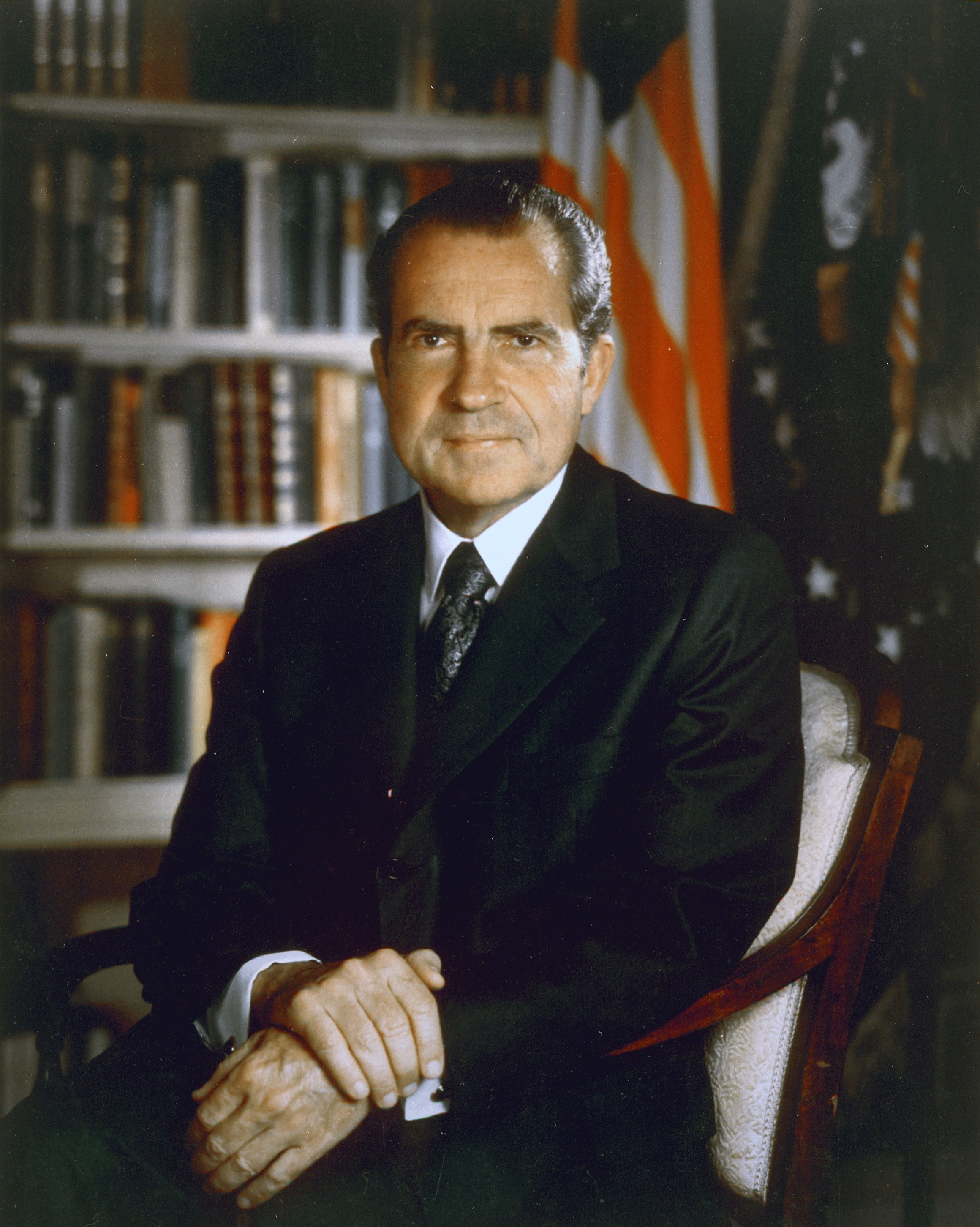
Richard Nixon, 1971

Richard Milhous Nixon (* 9. Januar 1913 in Yorba Linda, Kalifornien; † 22. April 1994 in New York City) war ein US-amerikanischer Politiker der Republikanischen Partei und von 1969 bis 1974 der 37. Präsident der Vereinigten Staaten. Infolge der Watergate-Affäre trat Nixon als bisher einziger US-Präsident der Geschichte von seinem Amt zurück.

## Leben

### Kindheit
Nixons Eltern waren Francis Anthony („Frank“) Nixon (1878–1956) und Hannah Milhous Nixon (1885–1967). Von seiner Mutter Hannah stammt Nixons Mittelname Milhous. Seine Erziehung folgte streng den Regeln des Quäkertums. Hannah Nixon erzog ihren Sohn zum evangelikalen Quäker, da sie hoffte, dass er eventuell Missionar werden würde. Die Familie lebte alkoholabstinent; Glücksspiel, Tanzen und Fluchen waren verpönt. Nixons Vater Frank war vor seiner Ehe Methodist gewesen und seiner Frau zuliebe konvertiert.
Nixons Vater betrieb einen Laden für Lebensmittel und Benzin. Nixon sprach von seinen Eltern immer mit großer Ehrfurcht. Er nannte seine Mutter „eine quäkerische Heilige“ und begann seine Memoiren mit dem Satz: „Ich wurde in einem Haus geboren, das mein Vater selbst gebaut hatte“. Neben dem originalen Haus in Yorba Linda wurde später das Museum Richard Nixon Library & Birthplace errichtet. Das Haus ist heute für Besichtigungen öffentlich zugänglich. Nixon wuchs jedoch in der Kleinstadt Whittier auf, einige Meilen vom Elternhaus entfernt. Während diese Gegend heute dicht besiedelt ist, bestand sie damals nur aus Ackerland. Nixon hatte vier Brüder: Harold, Arthur, Donald und Edward. Arthur starb schon im Alter von sieben Jahren, und Harold erlag mit 23 Jahren der Tuberkulose.

### Studium, berufliche Anfänge und Kriegsdienst
Nixon besuchte die Fullerton High School. Der Harvard-Club von Kalifornien verlieh ihm seinen Preis für die beste akademische Leistung im ganzen Bundesstaat. Nixon hatte die Fähigkeit, lange Auszüge aus lateinischen Gedichten sowie Shakespeare auswendig zu lernen und vorzutragen. Der Harvard-Preis war ein Stipendium, das alle Studiengebühren beglich. Jedoch war die Summe nicht ausreichend, denn Kost und Logis waren nicht eingeschlossen und die Krankheiten der Brüder waren für die Familie eine große finanzielle Belastung. Anstatt Harvard besuchte Nixon das quäkerische Whittier College. Dort gründete er seine eigene Studentenverbindung, die Orthogonian Society, die mit der etablierten Franklin Society konkurrierte. Nixon, der Football liebte, versuchte sich für die Universitätsmannschaft zu qualifizieren. Sein Talent für das Spiel war allerdings gering und er verbrachte fast die ganze Zeit „auf der Bank“. Bei einem Spiel verlor Nixon seine Vorderzähne und erhielt eine Brücke, die später in zahllosen Karikaturen als Überbiss und bleckendes Gebiss persifliert wurde. Nixon wurde zum Präsidenten der Studentenschaft gewählt, und seine größte Errungenschaft war die Organisation des ersten Schulballs – was bis dahin nach quäkerischer Tradition immer verboten gewesen war.
1934 beendete Nixon das College als Zweiter seiner Abschlussklasse und begann ein Jurastudium an der Duke University, die ihm ein Stipendium verlieh. Eine der Bedingungen dieses Stipendiums war ein bestimmter Notendurchschnitt. Obwohl Nixon eigentlich keine Mühe hatte, gute Noten zu erzielen, stand er unter großem psychischem Druck. Im zweiten Jahr des Studiums führte dieser Druck dazu, dass er einen Freund überzeugte, ihm beim Einbruch ins Büro des Dekans zu helfen, um Einsicht in die Akten zu nehmen. Nixon wurde dafür nicht bestraft. Viele Jahre bezeichnete die Presse diesen Jugendstreich als „Nixons ersten Einbruch“. Nixon bestand sein Examen als Jahrgangsdritter. Im von der Weltwirtschaftskrise geprägten Umfeld scheiterten jedoch seine Bemühungen, in einer der bekannten New Yorker Anwaltskanzleien unterzukommen, da die Duke University noch nicht zu den Elite-Universitäten zählte. Nixon legte das kalifornische Anwaltsexamen (Bar Exam) ab und arbeitete in einer kleinen Kanzlei.

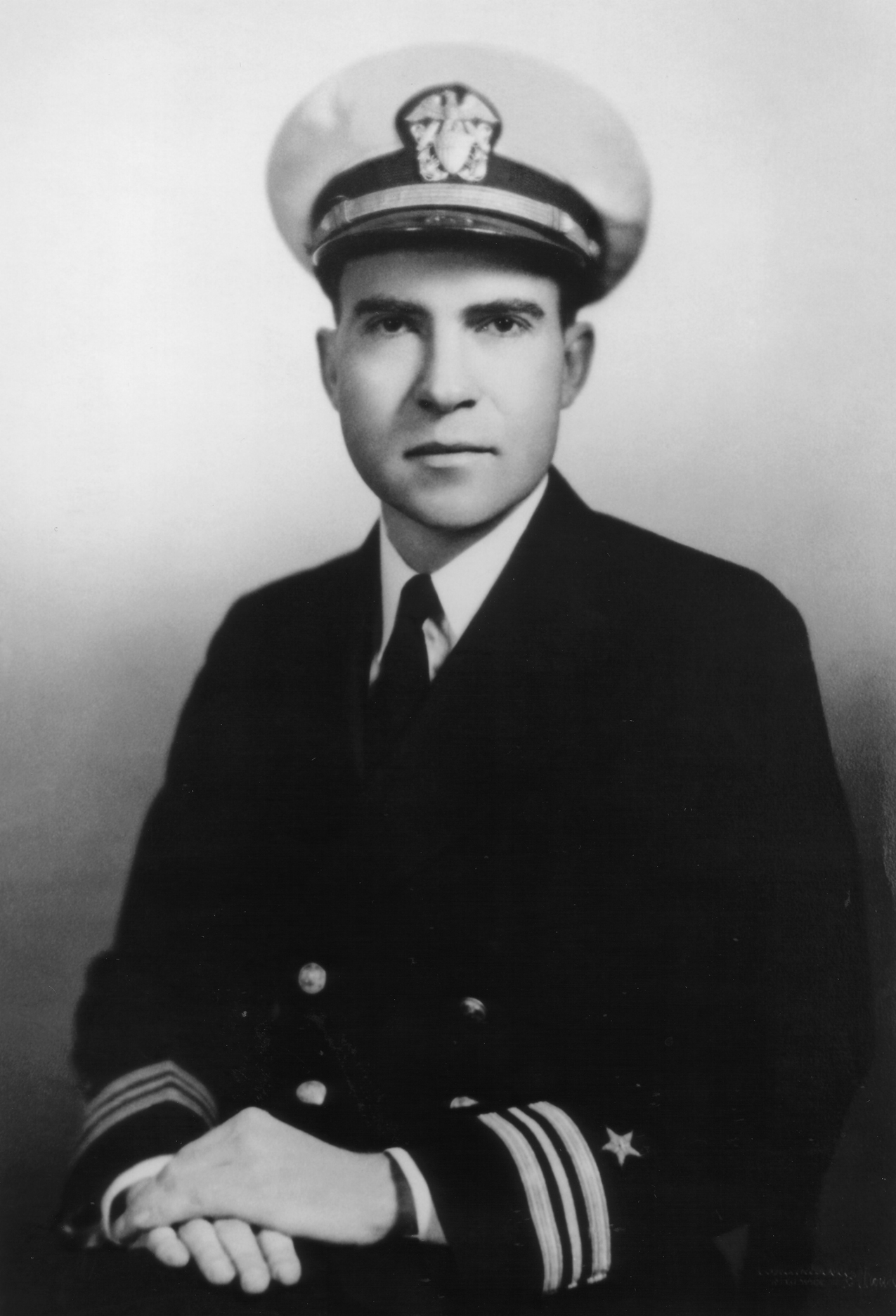
Nixon, 1945

Zu dieser Zeit lernte er Patricia Ryan kennen, die er 1940 im Mission Inn in Riverside heiratete. Aus der Ehe gingen zwei Töchter hervor: Patricia „Tricia“ Nixon (* 21. Februar 1946 in Whittier), seit 1971 verheiratet mit Edward F. Cox, und Julie Nixon (* 25. Juli 1948 in Washington D.C.), die 1968 David Eisenhower, den Enkel von Dwight D. Eisenhower, heiratete.
Im Zweiten Weltkrieg diente Nixon bei der US-Navy. Wegen seiner Geburt als Quäker hätte er das Recht gehabt, den Militärdienst ohne Nachteile zu verweigern. Trotzdem entschloss er sich, in die Marine einzutreten. In seinen Memoiren gab Nixon später an, er habe Hitler gehasst und der Angriff auf Pearl Harbor habe ihn schockiert. Während des Krieges war Nixon Nachschuboffizier im Pazifikkrieg, wo er auf Vella Lavella, Bougainville und Nissan stationiert war. Seine Vorgesetzten hielten ihn für einen ausgezeichneten Offizier und Anführer und beförderten ihn bis zum Rang eines Lieutenant Commander. Bei der Marine lernte er auch seinen zukünftigen Außenminister William P. Rogers kennen.

### Politischer Aufstieg

Ein Wahlkampfzettel für die Senatswahlen 1950

1946 wurde Nixon für die Republikaner in den Kongress gewählt. Sein Gegner war der liberale Politiker Jerry Voorhis. Nixons Wahlkampagne war aggressiv. Als Abgeordneter engagierte sich Nixon im Ausschuss für unamerikanische Umtriebe (House Un-American Activities Committee, HUAC), einem der parlamentarischen Foren der antikommunistischen Panik, die zu Beginn des Kalten Krieges in den Vereinigten Staaten meinungsbeherrschend wurde. Besondere Prominenz erlangte Nixon dabei in der Affäre um den ehemaligen Mitarbeiter des State Department, Alger Hiss, dem er vorwarf, in den 1930er Jahren für die Sowjetunion spioniert zu haben. Indem er am 15. Dezember 1948 persönlich vor einer Grand Jury erschien, setzte Nixon durch, dass der einzige Belastungszeuge Whittaker Chambers trotz widersprüchlicher Aussagen, die er vor dem HUAC unter Eid gemacht hatte, nicht wegen Meineids belangt wurde, und trug so entscheidend dazu bei, dass Hiss später zu einer mehrjährigen Freiheitsstrafe verurteilt wurde. Ob Hiss tatsächlich schuldig war, ist bis heute umstritten. Dieser Erfolg und Nixons weiteres antikommunistisches Engagement im HUAC wurden schließlich entscheidend für seinen weiteren politischen Aufstieg. 1951 wurde er US-Senator für Kalifornien. Während dieses Wahlkampfs setzte er sich gegen die Herausforderin Helen Gahagan Douglas durch. Nixon diffamierte sie im hysterisch-antikommunistischen Klima der McCarthy-Ära als Sympathisantin der Kommunisten. Die Zeitung Independent Review gab ihm daraufhin den Spitznamen „Tricky Dick“, den er nie wieder loswurde.

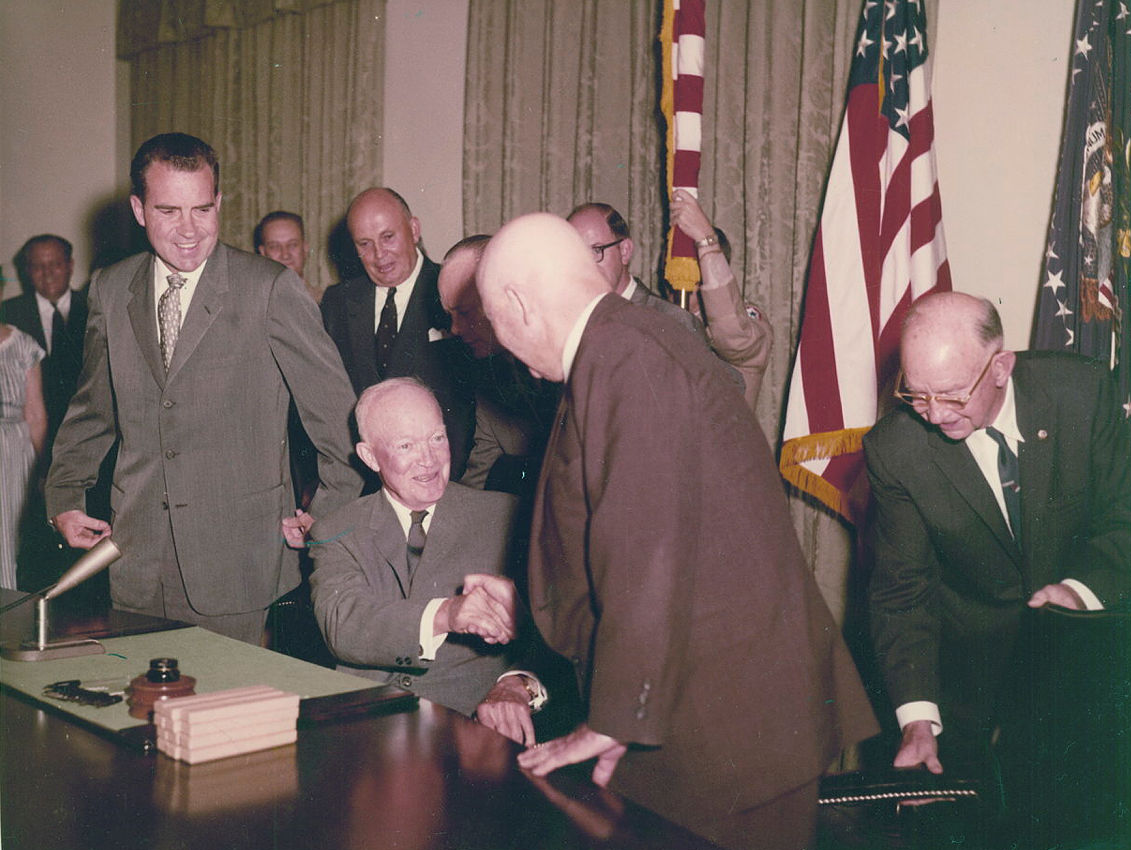
Vizepräsident Nixon und Präsident Eisenhower bei der Unterzeichnung der Aufnahme Alaskas in die Vereinigten Staaten, 1959

Unter Dwight D. Eisenhower war Nixon von 1953 bis 1961 acht Jahre lang Vizepräsident der Vereinigten Staaten. Seine Kandidatur war umstritten. Gegen die Vorwürfe der Korruption wehrte er sich erfolgreich durch einen spektakulären Fernsehauftritt, die sogenannte Checkers-Rede, in der er erklärte, das einzige Geschenk, das er je angenommen habe, sei sein Cockerspaniel Checkers gewesen, und auch diesen habe er nur behalten, um seiner kleinen Tochter Patricia nicht „das Herz zu brechen“. Diese Ansprache sahen an die 60 Millionen Menschen, womit sie damals zur Sendung mit dem größten Fernsehpublikum der Geschichte wurde. Während seiner Zeit als Vizepräsident vertrat er – nach einem Herzanfall Eisenhowers – zweimal den Präsidenten. Weltweites Aufsehen erregte Vizepräsident Nixons Küchendebatte mit Nikita Chruschtschow sowie der Umstand, dass er während einer Südamerikareise mit Tomaten und Steinen beworfen wurde.
Bei der Präsidentschaftswahl 1960 unterlag er mit sehr knapper Stimmenzahl John F. Kennedy. 1962 schien Nixons politische Laufbahn ihr Ende gefunden zu haben, als er nach einer erneuten Niederlage bei den Gouverneurswahlen in Kalifornien auf einer von ihm selbst so bezeichneten „letzten“ Pressekonferenz die Journalisten beschimpfte und seinen Abschied von der Politik bekanntgab. Diese Entscheidung revidierte er jedoch schon bald.
Nachdem er bei den Primarys die parteiinternen Konkurrenten George W. Romney, Nelson Rockefeller und Ronald Reagan hinter sich lassen konnte, setzte sich Nixon bei der Präsidentschaftswahl 1968 mit Spiro Agnew als Running Mate gegen Hubert H. Humphrey durch und wurde zum 37. Präsidenten der USA gewählt. Dabei profitierte er auch von den internen Streitigkeiten und Machtkämpfen der Demokraten, die zudem durch den Mord an ihrem chancenreichen Präsidentschaftskandidaten Robert F. Kennedy geschwächt waren. Wahlentscheidend war, dass er kurz vor der Präsidentschaftswahl dafür gesorgt hatte, dass Lyndon B. Johnsons Friedensverhandlungen in Paris zur Beilegung des Vietnamkriegs scheiterten. Um einen damals möglichen Verhandlungserfolg der Demokraten zu verhindern, hatte Nixon über Anna Chennault Südvietnams Präsidenten Thiệu kontaktiert und ihn dazu gedrängt, die Pariser Gespräche zu boykottieren. Da die CIA eine Wanze in Thiệus Büro und das FBI eine weitere in der südvietnamesischen Botschaft in Washington installiert hatte, erfuhr Johnson noch vor der Wahl von diesen Machenschaften, die Landesverrat darstellten, verzichtete aber darauf, sie publik zu machen. Bei der Wahl am 5. November 1968 sicherte Nixon mit 43,4 Prozent der Wählerstimmen 301 Wahlmännerstimmen. Sein demokratischer Konkurrent Humphrey schnitt nach Wählerstimmen (42,7 Prozent) kaum schlechter ab, konnte sich aber nur 191 Wahlmännerstimmen sichern.

### Präsidentschaft (1969–1974)

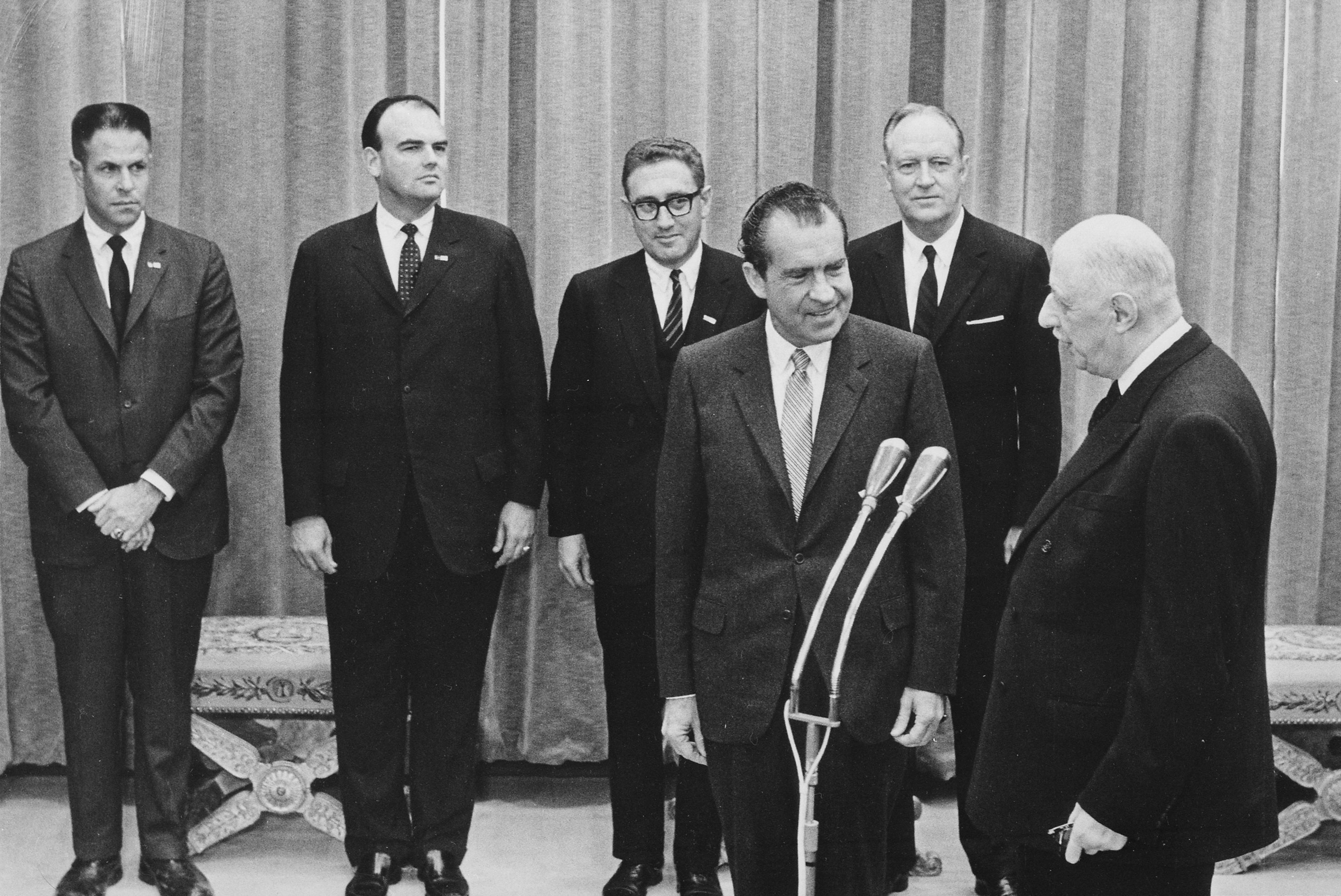
Nixon trifft sich während seiner Europareise 1969 mit De Gaulle; im Hintergrund Haldeman, Ehrlichman, Kissinger und Außenminister Rogers

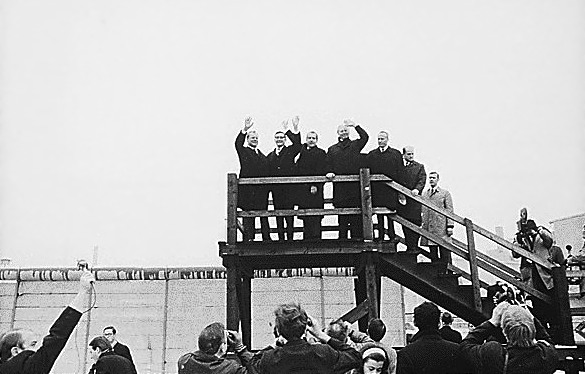
Auf der Plattform (von links):
der westdeutsche Außenminister Brandt, Berlins Regierender Bürgermeister Schütz, Nixon und Bundeskanzler Kiesinger an der Berliner Mauer, Februar 1969

In seinen acht Jahren als Vizepräsident unter Eisenhower hatte Nixon eine Abneigung gegen Kabinettssitzungen entwickelt. Als er ins Weiße Haus einzog, war er von Anfang an entschlossen, mit Hilfe seiner Berater selbst zu regieren. Seine wichtigsten Berater waren Bob Haldeman (Stabschef), Henry Kissinger (Sicherheit und Außenpolitik) und John Ehrlichman (Inneres). Seine Vizepräsidenten waren Spiro Agnew (1969 bis 1973) und, nach dessen Rücktritt in seiner zweiten Amtsperiode, Gerald Ford (1973 bis 1974).

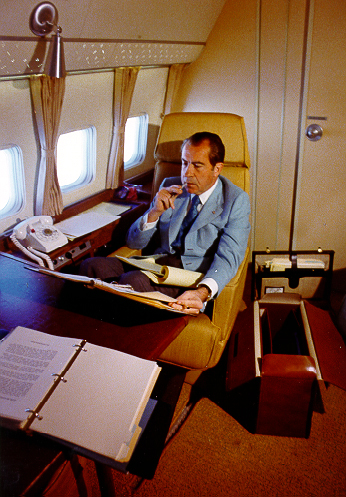
Nixon in seinem Büro an Bord der Air Force One

Die größte Herausforderung, die Nixon bei seinem Amtsantritt vorfand, war der Vietnamkrieg, den er von seinen Vorgängern „geerbt“ hatte und der die Nation spaltete. Im Wahlkampf 1968 gab Nixon bekannt, er werde die inzwischen begonnenen Friedensverhandlungen der Regierung unter Präsident Johnson unterstützen. Indes führten Nixon und einige seiner Berater insgeheim Gespräche mit den Südvietnamesen, denen Nixon eine bessere Lösung des Konflikts versprach, wenn sie die Verhandlungen mit dem kommunistischen Norden hinauszögerten, bis Nixon im Januar 1969 seine Präsidentschaft antrat. Er beschloss, noch im Jahre 1969 nach und nach 550.000 Soldaten aus Südostasien abzuziehen. Gleichzeitig weitete Kissinger den Krieg auf das neutrale Kambodscha und auf Laos aus. Mit zahlreichen Bombardements (Operation Christmas Bombing, Dezember 1972) versuchte Nixon, den Gegner zu zermürben. 1973 schloss er einen Frieden, der faktisch einer verzögerten Kapitulation gleichkam.
Wirtschaftspolitisch versuchte Nixon, der Inflation in den USA Herr zu werden. In einem an Planwirtschaft erinnernden Experiment sollten in mehreren Phasen (Phase I bis IV) Löhne und Preise per staatlicher Verordnung eingefroren werden. Familien, Niedriglöhner und Arbeitslose sollten mit Hilfe seines Family-Assistance Plan von 1969 unterstützt werden.
Nixon gründete eine Reihe von Behörden, darunter auch die Environmental Protection Agency (EPA) als nationale Umweltbehörde. Umweltpolitisch wichtig wurde auch seine Initiative (1969) zur Einrichtung eines sogenannten dritten Standbeins der NATO, bei der auch ein Ausschuss zur Verbesserung der Umweltbedingungen eingesetzt wurde. Die beabsichtigte Vorreiterrolle der NATO bei der Verteidigung gegen Umweltgefahren kam nicht zustande; Themen wie Saurer Regen oder der Treibhauseffekt wurden aber dort durch Nixons Beauftragten, den späteren UNO-Botschafter Daniel Patrick Moynihan, zum ersten Mal auf internationaler Ebene angesprochen und lösten umfangreiche Vorarbeiten auf Verwaltungsebene aus. Zu einer auch öffentlich wahrgenommenen Umsetzung und Behandlung kam es unter anderem 1972 in Stockholm bei der Konferenz der Vereinten Nationen über die Umwelt des Menschen.
In der „Order No. 4“ legte er 1970 als erster Präsident Quoten für die Beschäftigung von Minderheiten bei staatlichen Aufträgen fest, 1971 wurde die Order auf Frauen ausgeweitet und ein Programm zum gezielten Vertragsabschluss mit Unternehmen in Besitz von Minderheiten durch Bundesbehörden verabschiedet.
Im Juli 1970 richtete er eine Sonderbotschaft an den Kongress, in der er die Selbstbestimmung der Indianer und ein Ende der Terminationspolitik forderte. Die Indianerpolitik der Vereinigten Staaten solle sich auf den Schutz und die Förderung der Urbevölkerung beschränken und nicht mehr die Aufgabe ihrer traditionellen Lebensweise durch Umsiedlung in Städte forcieren. Konkret enthielt Nixons Ansprache, in deren Vorbereitung er sechs Monate Arbeit investiert hatte, sieben Gesetzesvorschläge, von denen einige wichtige Weichen für die zukünftige Indianerpolitik stellten. So wurden die Indianerreservate ab 1975 gesetzlich bei der Übernahme von staatlichen Wohlfahrtsprogrammen unterstützt. Ferner wurde den Taos Land zurückgegeben und die Subventionen für die Wirtschaft in den Reservaten erhöht. Überwiegend wird Nixons Indianerpolitik als die progressivste seit Franklin Delano Roosevelt angesehen.
Äußerst umstritten war und ist Nixons „Krieg gegen die Drogen“, innenpolitische Maßnahmen, um den Konsum von Marihuana und Heroin zu bekämpfen. Der Journalist Dan Baum veröffentlichte 2016 in der Zeitschrift Harpers Aufzeichnungen von Ehrlichman, dem Berater und engen Vertrauten Nixons. Dieser hatte Baum 1994 in einem Interview die Motive für den „War on Drugs“ geschildert:

„Die Nixon-Kampagne 1968 und die folgende Regierung hatte zwei Feinde: die linken Kriegsgegner und die Schwarzen. Verstehen Sie, was ich damit sagen will? Wir wussten, dass wir es nicht verbieten konnten, gegen den Krieg oder schwarz zu sein, aber dadurch, dass wir die Öffentlichkeit dazu brachten, die Hippies mit Marihuana und die Schwarzen mit Heroin zu assoziieren, und beides heftig bestraften, konnten wir diese Gruppen diskreditieren. Wir konnten ihre Anführer verhaften, ihre Wohnungen durchsuchen, ihre Versammlungen beenden und sie so Abend für Abend in den Nachrichten verunglimpfen. Wussten wir, dass wir über die Drogen gelogen haben? Natürlich wussten wir das!“

Die Huffington Post veröffentlichte 2016 Zitate Nixons, darunter abfällige Bemerkungen über Afroamerikaner: Er nannte diese „the ‘little Negro bastards’ on welfare [who] live ‘like a bunch of dogs’“ („die kleinen ‚Neger-Bastarde‘, die von Sozialhilfe ‚wie eine Meute Hunde leben‘“).
In der Wissenschaftspolitik verkündete Nixon 1971 unter dem Motto War on Cancer (Krieg gegen den Krebs) eine Initiative, deren Ziel eine Heilung der Krankheit in den nächsten 25 Jahren war. Er gab bei der Verabschiedung des entsprechenden Gesetzes (National Cancer Act) seiner Hoffnung Ausdruck, dass diese als wichtigste Handlung seiner Amtszeit gelten möge. Im finanzpolitischen Bereich gaben die USA im gleichen Jahr die Golddeckung des US-Dollars auf. Dies löste den sogenannten Nixon-Schock aus und war ein großer Schritt zum endgültigen Ende des Bretton-Woods-Systems im Jahr 1973.

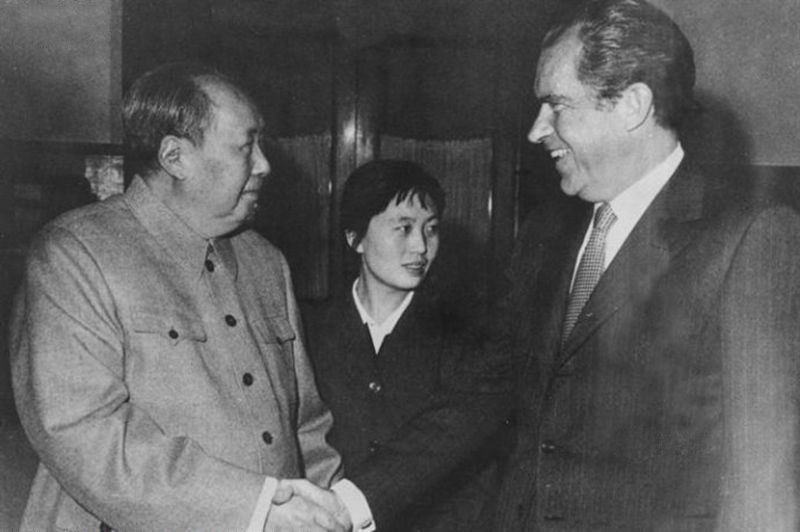
Nixon und Mao Zedong in Peking, Februar 1972

Außenpolitisch, in einer vom Kalten Krieg geprägten Zeit, war Nixon um eine Entspannungspolitik und Abrüstung (SALT, ABM-Vertrag) bemüht. Er war der erste Präsident der Vereinigten Staaten, der zu Staatsbesuchen in die Sowjetunion und die Volksrepublik China (1972) reiste. Dafür wurde er später als Alter Freund des chinesischen Volkes bezeichnet. Am 21. Februar 1972 traf Nixon in Peking ein und führte Gespräche mit Mao Zedong, die als Höhepunkt der sogenannten Ping-Pong-Diplomatie gelten. Sie vereinbarten eine Normalisierung der diplomatischen Beziehungen und Nixon sagte zu, die US-Truppen aus der Republik China (Taiwan) abzuziehen. Am 22. Mai 1972 traf er in Moskau ein; vier Tage später unterzeichneten Nixon und der sowjetische Staats- und Parteichef Breschnew das Rüstungsbegrenzungsabkommen SALT I (Strategic Arms Limitation Talks).
Bereits 1969 wurde die „Nixon-Doktrin“ formuliert, die eine größere regionale Eigenverantwortung vor allem der Staaten in Asien vorsah; die Rolle der USA sollte zukünftig lediglich die einer Ordnungsmacht im Hintergrund sein. Im Rahmen seiner Entspannungspolitik unterstützte er auch – nach anfänglicher Skepsis – die neue Ostpolitik des deutschen Bundeskanzlers Willy Brandt.
In der Präsidentschaftswahl vom 7. November 1972 besiegte Nixon den Herausforderer George McGovern. Er erhielt über 60 Prozent der Stimmen und gewann die Mehrheit in allen Bundesstaaten außer in Massachusetts.
Mit mehr als dreizehn Jahren ist Nixon derjenige Politiker, der am längsten als Präsident oder Vizepräsident gedient hat. Nur vier andere ehemalige Präsidenten kommen auf zwölf Jahre: Franklin D. Roosevelt (Präsident 1933 bis 1945), John Adams (Vizepräsident 1789 bis 1797, Präsident 1797 bis 1801), Thomas Jefferson (Vizepräsident 1797 bis 1801, Präsident 1801 bis 1809) und George H. W. Bush (Vizepräsident 1981 bis 1989, Präsident 1989 bis 1993). Joe Biden war ebenfalls zwölf Jahre im Amt (Vizepräsident 2009 bis 2017, Präsident von 2021 bis 2025). Er hätte im Falle seiner Wiederwahl Nixon 2026 überholen können, wenn er nicht auf die Kandidatur verzichtet hätte.

### Rücktritt

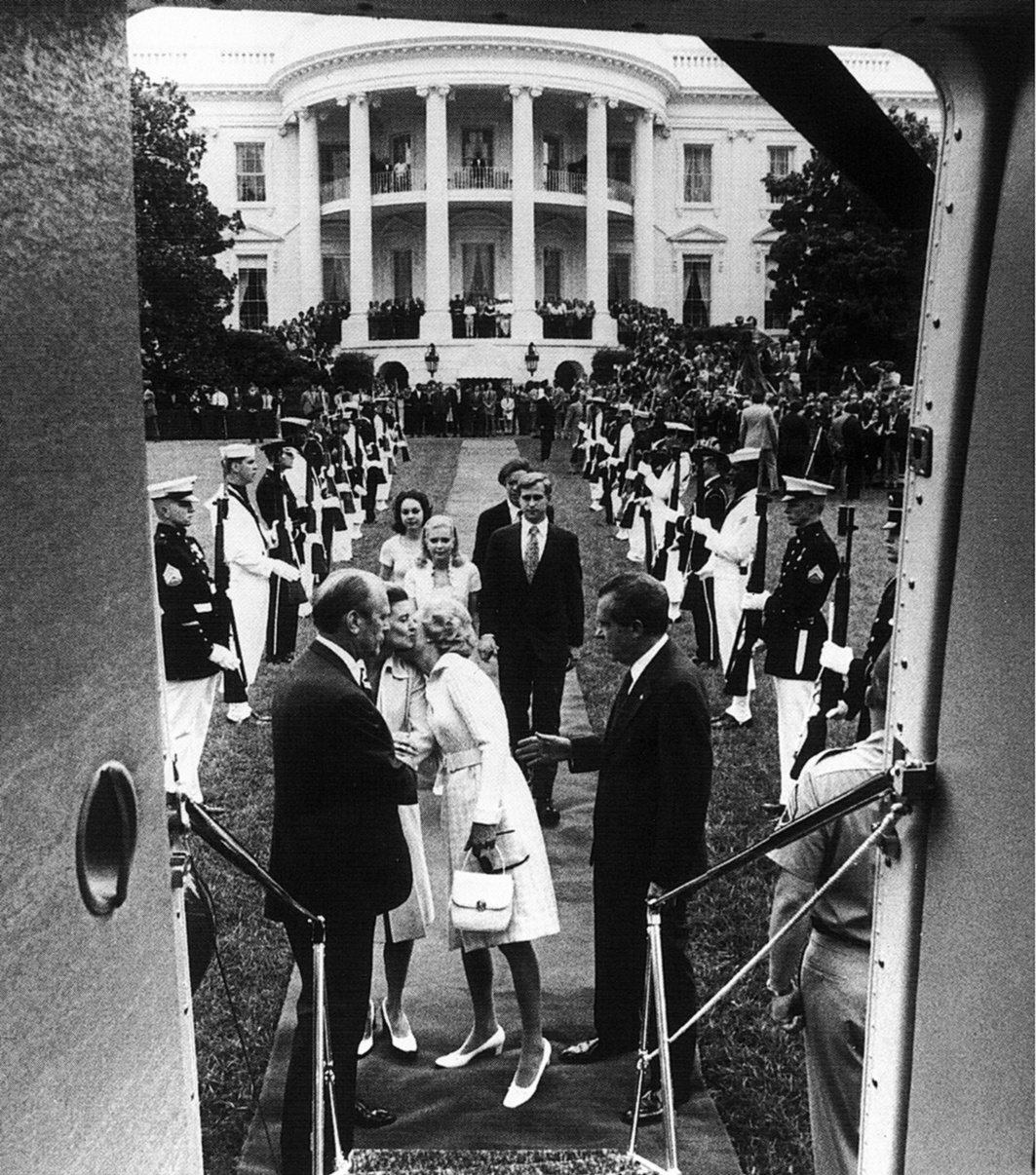
Verabschiedung durch das Ehepaar Ford: die Familie Nixon verlässt am 9. August 1974 nach der Rücktrittsrede das Weiße Haus

Der Name Nixon ist heute vor allem mit dem Watergate-Skandal verbunden, der Nixons politische Laufbahn beendete. Am 8. August 1974 kündigte er in einer Fernsehansprache seinen Rücktritt für den Folgetag an. Da über zwei Drittel der Senatoren bereit waren, ihn des Amtes zu entheben, kam er so einem „Impeachment“ zuvor. Nixon ist bis heute der einzige US-Präsident, der zurückgetreten ist. Vizepräsident Gerald Ford wurde sein Nachfolger. Er führte die Amtsperiode zu Ende und kandidierte bei der Präsidentschaftswahl 1976, verlor diese aber gegen den Demokraten Jimmy Carter.
Da Verteidigungsminister James Rodney Schlesinger seinen Chef zuletzt für amtsunfähig hielt, gab er die Direktive aus, „jegliche dringliche Order des Präsidenten“ (er zielte damit vor allem auf Atomwaffeneinsätze ab) nicht auszuführen, bevor er sie nicht geprüft habe.

### Spätere Jahre und Tod
Knapp einen Monat nach seinem Rücktritt wurde Nixon von seinem Nachfolger Ford bedingungslos begnadigt in Bezug auf „alle Verstöße gegen die Vereinigten Staaten, die er, Nixon, begangen hat oder begangen haben könnte, oder an denen er beteiligt war“:

“… a full, free, and absolute pardon unto Richard Nixon for all offenses against the United States which he, Richard Nixon, has committed or may have committed or taken part in during the period from January 20, 1969 through August 9, 1974.”

Fords Entscheidung, Nixon zu begnadigen, war sehr umstritten.
Zu dieser Zeit war Nixon schwer erkrankt. Er litt an einer Venenentzündung und musste sich einer Operation unterziehen. Darüber hinaus hatte er trotz Fords Gnadenakt keine Immunität gegen Zivilklagen. Viele Menschen, darunter etliche ehemalige politische Gegner, wollten ihn verklagen. Er musste auch aus den staatlichen Anwaltskammern in Kalifornien und New York austreten, verlor damit seine Anwaltszulassung und durfte nicht mehr als Jurist arbeiten. Dies verminderte Nixons Einkommen beträchtlich.
1977 führte David Frost die Nixon-Interviews mit dem Ex-Präsidenten, die Vorlage für ein Theaterstück (2006) und eine Verfilmung (Frost/Nixon, 2008) wurden. In deren Verlauf brachte er Nixon dazu, zuzugeben, die Interessen der US-amerikanischen Bevölkerung verraten zu haben.

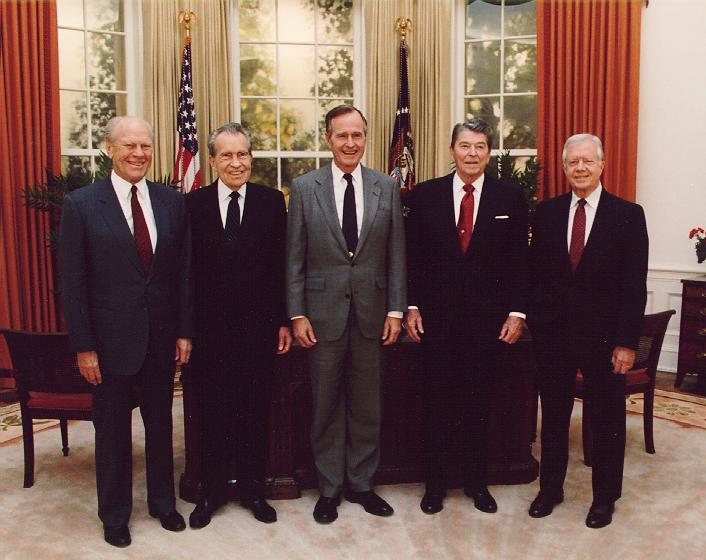
Nixon mit vier seiner Amtsnachfolger, von links Gerald Ford, Nixon, George Bush, Ronald Reagan, Jimmy Carter, 1991

Um seine persönlichen Finanzen wieder in Ordnung zu bringen, schrieb Nixon seine Memoiren. Diese wurden 1978 veröffentlicht und sofort zum Bestseller. Er verkaufte seinen kalifornischen Wohnsitz La Casa Pacifica in San Clemente, um nach New York umzuziehen, damit er näher bei den besonders in der Politik einflussreichen Amerikanern sein konnte. Zu diesem Zeitpunkt galt Nixon noch als Ausgestoßener. Als er versuchte, eine exklusive Eigentumswohnung in der New Yorker Park Avenue zu kaufen, lehnte das Eigentümergremium den Antrag ab. Anstatt der Eigentumswohnung kaufte er ein Stadthaus in Manhattan. Einige Jahre später zog Nixon mit seiner Ehefrau Pat nach Saddle River, New Jersey um. Er bestritt beharrlich, den Watergate-Einbruch befohlen und die anderen ihm zur Last gelegten Vergehen angestiftet zu haben.
Als der ehemalige Schah von Persien im Juli 1980 in Kairo verstarb, widersetzte sich Nixon dem State Department, das keinen US-Vertreter zur Trauerfeier schickte. Ohne offizielle Akkreditierung nahm er als ehemaliger US-Präsident an der Zeremonie teil.
Mittlerweile war Nixon bemüht, sich ein neues Image als Elder Statesman zu verschaffen. Er schrieb mehrere Bücher über verschiedene Themen der Weltpolitik, wodurch er allmählich wieder Respekt fand. Trotz allem blieb er eine umstrittene Figur. Er verteidigte sein Recht auf Nichtherausgabe seiner Papiere und Unterlagen aus der Zeit seiner Präsidentschaft. Seine Bibliothek und sein Forschungszentrum, das man 1990 neben dem Grundstück seines alten Elternhauses eröffnete, mussten ausschließlich mit privaten Geldern finanziert werden, die US-Regierung wollte sich nicht daran beteiligen.
1985 wurde er als auswärtiges Mitglied in die Académie des Beaux-Arts aufgenommen.
Pat Nixon starb im Sommer 1993. Im April 1994 erlitt Nixon einen Schlaganfall und starb im Alter von 81 Jahren an dessen Folgen am 22. des Monats. Er wurde neben seiner Ehefrau auf dem Gelände seines Elternhauses und der Bibliothek in Yorba Linda, Kalifornien beigesetzt. Seine Beerdigung wurde in den Massenmedien übertragen, jedoch war es kein offizielles Staatsbegräbnis. Im Vergleich zu den meisten Zeremonien für Staatsmänner war sie daher bescheiden, obwohl nicht nur der amtierende Präsident Bill Clinton, sondern mit Gerald Ford, Jimmy Carter, Ronald Reagan und George Bush auch alle seine Nachfolger im Amt des Präsidenten daran teilnahmen.
Die Grabinschrift ist ein Zitat aus seiner Amtsantrittsrede von 1969 und lautet: “The greatest honor history can bestow is the title of peacemaker” (deutsch: „Die größte Ehre, die einem die Geschichte verleihen kann, ist der Titel des Friedensstifters“).

## Einfluss auf die politische Kultur der USA
Zeit seines Lebens war Nixon eine kontroverse Figur im politischen Leben seines Landes. Seine Persönlichkeit, sein politischer Stil und seine Ideologie waren weit über seine Amtszeit hinaus wirksam und umstritten. Die Zeitschrift The Economist bezeichnete Nixon als einflussreichen Parteiführer, der harte populistische Rhetorik mit pragmatischer Politik verbunden habe: Seine reformorientierte Innenpolitik (u. a. Umweltschutz mit Gründung der Environmental Protection Agency, die Einführung der Arbeitssicherheitsbehörde Occupational Safety and Health Administration oder der Kampf gegen den Krebs) sei Hand in Hand gegangen mit heftiger Kritik an seinem zentralen Feindbild, dem politischen und medialen „Establishment“. Mit dieser Politik habe Nixon die Republikanische Partei langfristig geprägt und erfolgreich gemacht – noch in der Gegenwart wirke Nixons Stil weiter bei Politikern wie Donald Trump oder auch Boris Johnson. Ähnlich argumentierte der Politikwissenschaftler Douglas Schoen, besonders mit Blick auf Nixons Southern Strategy: „Nixons Wirkung auf das Leben in Amerika ist heute noch enorm: Er ist der geistige Vater der bekannten Trennung in rote und blaue Staaten, die heute noch die politische Geografie prägt“.
In seiner Grabrede für den verstorbenen Präsidenten erklärte Senator Bob Dole, während Nixons Präsidentschaft Vorsitzender des Republican National Committee, die zweite Hälfte des 20. Jahrhunderts werde künftig wohl als „Nixon-Zeitalter“ (Age of Nixon) bezeichnet werden.
Schon 1952 hatte der demokratische Präsidentschaftskandidat Adlai Stevenson Nixons politische Methoden kritisiert: „Es gibt ein Land der Verleumdung und Einschüchterung […] ein Land der anonymen Anrufe, der Gaunerei, der Rempelei, des Angreifens, alles nur um zu gewinnen. Das ist Nixon-Land. Aber Amerika ist etwas anderes.“ Der frühere republikanische Präsidentschaftskandidat Barry Goldwater kritisierte Nixons negativen Einfluss auf die politische Kultur rückblickend in ähnlicher Weise: „Wahrheit ist die Grundlage jeder Gesellschaft. Das Fehlen von Wahrhaftigkeit war der Kern von Richard Nixons Scheitern […] An seine Lügen wird man sich länger erinnern als an seine legitime Arbeit. Er war der unaufrichtigste Mensch, dem ich in meinem Leben begegnet bin.“

## Nachleben in der Popkultur
Die Figur Richard Nixon ist Protagonist mehrerer Filme, deren Regisseure sich der Person überwiegend im Zusammenhang mit der Watergate-Affäre annahmen. Robert Altmans Spielfilm Secret Honor von 1984 bietet einen Blick auf Nixons Perspektive sowie eine alternative Interpretation der Watergate-Affäre. Kurz nach Nixons Tod kam 1995 Oliver Stones Film Nixon – Untergang eines Präsidenten ins Kino. Am Ende des Films verwendet Stone Bilder von der Beerdigung, und man hört ein paar Worte des Nachrufs, mit dem der damals amtierende US-Präsident Bill Clinton Nixons Leistungen diplomatisch würdigte. Ron Howards Film Frost/Nixon von 2008 erzählt die Geschichte um die Nixon-Interviews, die 1977 zwischen Nixon und dem britischen Talkmaster David Frost stattfanden. Der Dokumentarfilm Our Nixon von 2013 zeichnet anhand der Super-8-Filme der engsten Vertrauten Nixons ein Bild seiner Präsidentschaften nach. 2016 entstand das Filmdrama Elvis & Nixon.
John Adams verarbeitete in seiner 1987 uraufgeführten Oper Nixon in China Nixons Staatsbesuch bei Mao Zedong im Jahr 1972.
In der populären Musik haben vor allem die Vertreter der amerikanischen Gegenkultur-Bewegung zahlreiche Lieder über und gegen Nixon geschrieben. Beispielsweise zog Arlo Guthrie mit seinem Lied Presidential Rag Bilanz über Nixons umstrittene Amtstätigkeit. Frank Zappa schrieb Lieder wie Son of Orange County und Dickie’s such an asshole (Dick ist eine Kurzform von Richard), die als Statement zu Nixon und zur Watergate-Affäre zu verstehen sind. 1973 wurde Loudon Wainwrights Hit Dead Skunk, der von einem überfahrenen Stinktier handelt, unter anderem als Allegorie auf Präsident Nixon verstanden, der vom Watergate-Skandal überrollt worden war.
Mit der Textzeile „Richard Nixon back again“ erwähnte Billy Joel 1989 in der letzten Strophe von We Didn’t Start the Fire Nixons politisches Comeback im Jahr 1968. James Taylor thematisierte in seinem Song Line ’Em Up (1997) die Verabschiedung Nixons vom Personal des Weißen Hauses nach seinem Rücktritt, bei der das Personal in einer langen Reihe aufgestellt worden war und Nixon daran entlangschritt und jedem die Hand gab. Die Manic Street Preachers veröffentlichten 2004 auf ihrem Album Lifeblood das Lied The Love of Richard Nixon.
Darüber hinaus ist Nixon, mehr oder weniger klischeehaft, immer wieder Gegenstand filmischer Zitate. Im Film Star Trek VI: Das unentdeckte Land von 1991 führt Spock den seinerzeit geprägten Spruch „Only Nixon could go to China“ als „altes vulkanisches Sprichwort“ an. 1999 wurde Nixon im Film Ich liebe Dick ins Lächerliche gezogen. Im selben Jahr wurde in der Folge Getrennt von Kopf und Körper (A Head in the Polls) Nixons Kopf als „Präsident der Erde“ in der Zeichentrickserie Futurama eingeführt. Er taucht dort als wiederkehrende Figur auf. Der Film Attentat auf Richard Nixon von Niels Mueller aus dem Jahr 2004 bedient sich Nixons als Symbol US-amerikanischer Innenpolitik der 1970er-Jahre. In der Comicverfilmung Watchmen – Die Wächter von 2009 wird Nixon bewusst negativ dargestellt. Auch in der Comicverfilmung von 2014 X-Men: Zukunft ist Vergangenheit wird Nixon erneut negativ dargestellt. In der ersten Hälfte der ersten Staffel der Science-Fiction Serie For All Mankind ist Nixon der indirekte Antagonist der Hauptfiguren.
Nixonmasken gehören bis in die Gegenwart zu den meistverkauften Politikermasken.

## Sonstiges
Nixon war Mitglied im Lions Club und langjähriges Ehrenmitglied im Rotary Club Whittier.
Im August 2013 wurden erstmals geheime Tonaufnahmen von Nixon veröffentlicht. Darin fanden sich unter anderem juden- und schwarzenfeindliche Aussagen. Des Weiteren bezeichnete er Willy Brandt als „Idioten“ und nannte Indira Gandhi eine „alte Hexe“.
In der Biografie des ehemaligen BBC-Journalisten Anthony Summers, The Arrogance of Power: The Secret World of Richard Nixon, meint der Autor, Nixon hätte schwere Alkoholprobleme gehabt und sei wahrscheinlich von dem rezeptpflichtigen Medikament Dilantin abhängig gewesen.
Laut Guinness World Records ist er die meist abgebildete Person auf dem Titelbild des US-amerikanischen Time Magazine, 55-Mal war er dort zu sehen.

## Werke
- Memoiren. Ellenberg, Köln 1978, ISBN 3-921369-61-4.
- So verlieren wir den Frieden – Der 3. Weltkrieg hat schon begonnen. Kristall-Verlag, Hamburg 1980, ISBN 3-607-00001-8.
- Autobiographie. Ullstein, Berlin 1984, ISBN 3-548-33010-X.
- Real Peace – Eine Strategie für den Westen. Ullstein, Berlin 1985, ISBN 3-548-33044-4.
- Staatsmänner unserer Zeit – Politische Profile und persönliche Begegnungen. Bonn Aktuell, Stuttgart 1987, ISBN 3-87959-317-5.